# USS Pittsburgh (CA-72)
O USS Pittsburgh foi um cruzador pesado operado pela Marinha dos Estados Unidos e a quinta embarcação da Classe Baltimore. Sua construção começou em fevereiro de 1943 nos estaleiros da Bethlehem Shipbuilding e foi lançado ao mar em fevereiro de 1944, sendo comissionado na frota norte-americana em outubro do mesmo ano. Era armado com uma bateria principal composta por nove canhões de 203 milímetros montados em três torres de artilharia triplas, tinha um deslocamento carregado de mais de dezessete mil toneladas e alcançava uma velocidade máxima de 33 nós.
O Pittsburgh entrou em serviço nos últimos meses da Segunda Guerra Mundial, sendo enviado para lutar na Guerra do Pacífico na função de escolta de porta-aviões. Participou em fevereiro de 1945 da Batalha de Iwo Jima e depois entre março e abril da Batalha de Okinawa. Ele então recuou para Ulithi a fim de reabastecer, sendo pego por um poderoso tufão no início de junho. Este arrancou sua proa à vante da primeira torre de artilharia, forçando-o a voltar para os Estados Unidos para reparos. A guerra terminou em agosto e o navio foi descomissionado em março de 1947.
O cruzador foi recomissionado em setembro de 1951 e designado para servir na Frota do Atlântico, ocupando-se pelos anos seguintes principalmente de treinamentos e exercícios de rotina. Fez também viagens de serviço pelo Mar Mediterrâneo e viagens diplomáticas para portos no Oceano Índico. O Pittsburgh foi transferido em 1954 para a Frota do Pacífico e no final do ano foi pra o Sudeste Asiático, dando cobertura para os nacionalistas chineses durante a Primeira Crise do Estreito de Taiwan. Foi descomissionado de novo em agosto de 1956 e depois desmontado em 1974.